# (37534) 1980 FL4
1980 FL4 (asteroide 37534) é um asteroide da cintura principal. Possui uma excentricidade de 0.06630420 e uma inclinação de 7.85546º.
Este asteroide foi descoberto no dia 16 de março de 1980 por Claes-Ingvar Lagerkvist em La Silla.